# 美術科 (学科)
美術科（びじゅつか）は、大学、短期大学、専門学校、高等学校などで美術に関する基本的な知識と技術を修得させる学科。

## 4年制大学における美術科
4年制大学においては、主に芸術学部や美術学部に設置されている。

### 美術科が設置されている学校
- 愛知県立芸術大学
- 京都造形芸術大学
- 京都市立芸術大学
- 金沢美術工芸大学
- 東北芸術工科大学

### 類似する学科・コースが設置されている学校
造形美術科
- 成安造形大学

### かつて設置していた学校
- 東京造形大学
- 九州産業大学
- 京都学芸大学

## 短期大学における美術科

### 美術科が設置されている学校
- 武蔵野美術大学短期大学部
- 大分県立芸術文化短期大学
- 札幌大谷大学短期大学部
- 東京純心女子短期大学
- 比治山大学短期大学部
- 奈良芸術短期大学

### 類似する学科・コースが設置されている学校
美術・デザイン科
- 夙川学院短期大学

造形美術科
- 横浜美術短期大学

デザイン美術科
- 大垣女子短期大学
- 大阪芸術大学短期大学部

美術表現学科
- 東北文化学園大学美術学部

## 専修・各種学校における美術科

### 美術科が設置されている学校
- 東京染色美術専門学校
- セツ・モードセミナー
- 文化学院#美術科・夜間美術科
- 文化学院高等課程美術科 専門課程美術科

### 類似する学科・コースが設置されている学校
- 代々木アニメーション学院  アニメ背景美術科
- 東京アニメーター学院アニメーション美術科
- 放送芸術学院テレビ舞台美術科

### かつて設置していた学校
- 多摩芸術学園（芸能美術科）
- 関西文化芸術学院

## 高等学校における美術科
高等学校においては、高等学校設置基準（平成16年文部科学省令第20号）第6条第2項第12号による「美術に関する学科」として位置づけられている。ただし、資料によっては「その他の専門教育を施す学科」に分類されている場合もある。また、「工芸」や「デザイン」は工業の一分野として位置づけられている場合もある。

### 美術科・類似する学科・コースが設置されている学校
- 日本の美術科設置高等学校一覧を参照

### かつて設置していた学校
- 京都市立日吉ヶ丘高等学校
- 日本大学鶴ヶ丘高等学校